# 매개체

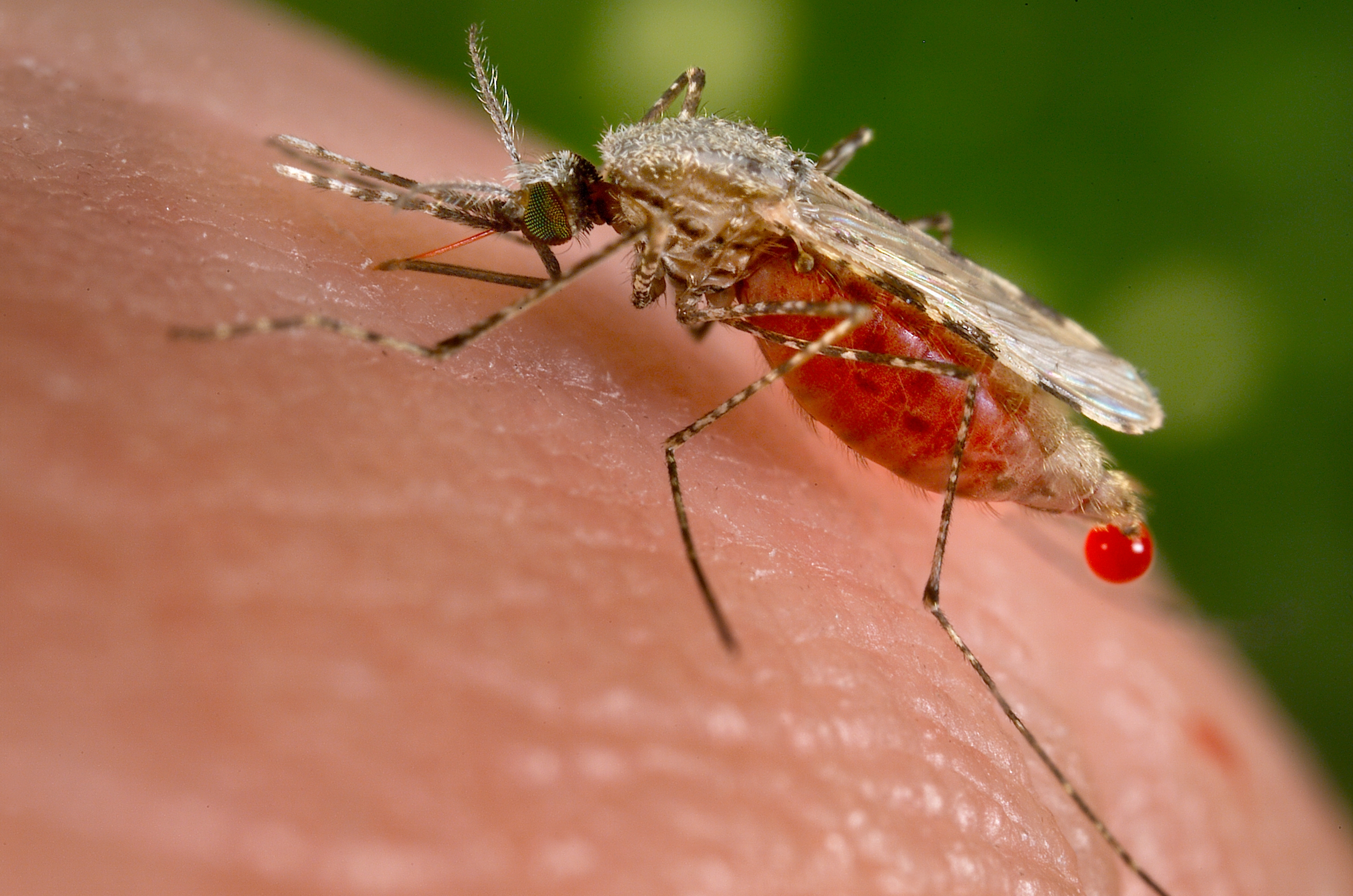
흡혈 직후의 모기. 모기는 여러 질병의 매개체로, 특히 말라리아를 옮기는 것으로 유명하다.

매개체(媒介體)는 감염성 병원체를 지니고 다른 생물로 전파하는 행위자(사람, 동물, 미생물 등)를 말한다.

## 절지 동물

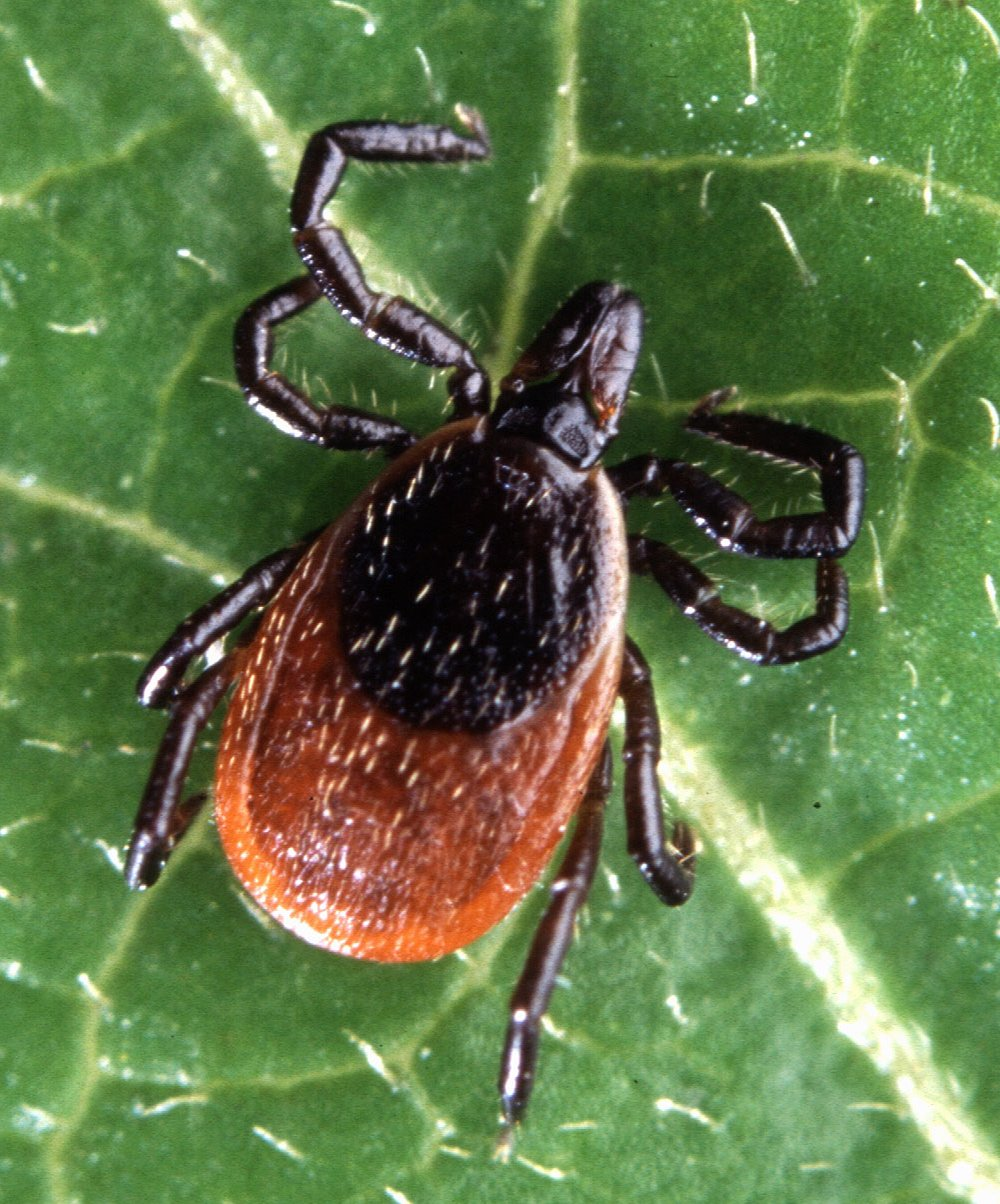
라임병을 옮기는 참진드기의 일종(Ixodes scapularis).

절지동물은 질병을 옮기는 모기, 파리, 샌드플라이, 이, 벼룩, 빈대, 진드기 등과 함께 질병 매개의 주요 집단을 이룬다. 이러한 매개체 중 다수는 한살이 중 일부 또는 모든 단계에서 피를 먹고 사는 흡혈동물이다. 곤충이 흡혈할 때에 기생충이 숙주의 혈류로 침입한다. 이는 여러 가지 형태로 나타날 수 있다.

## 같이 보기
- 공기 매개 질병
- 무증상보균자
- 세계화와 질병
- 자연 숙주
- 수인성 질병